# Morris C8
Il Morris Commercial Field Artillery Tractor C8, conosciuto anche come Quad, era un trattore d'artiglieria utilizzato dalla forze armate britanniche e del Commonwealth durante la seconda guerra mondiale.

## Storia
Nel 1937 il War Department emanò le specifiche tecniche per un sostituto per il Morris CDSW ed il Dragon. Il Quad venne progettato nel 1937 dalla Morris Commercial Cars partendo dal telaio dell'autocarro leggero Morris CS8 4×4. La produzione di questo mezzo, dal 1939 al 1945, superò i 10.000 esemplari, molti dei quali realizzati dalla Morris stessa. Il Quad venne prodotto anche dalla Karrier e dalla General Motors Canada.
Venne assegnato ai Field Artillery Regiments (reggimenti di artiglieria campale) in ragione di 36 mezzi a reggimento, dei quali 24 per il traino di avantreni e cannoni (con relativi serventi) e 12 per il traino di due avantreni porta-munizioni. In particolare, all'inizio della seconda guerra mondiale era utilizzato per il traino dell'obice-cannone Ordnance QF 25 lb (88 mm), del cannone da campagna Ordnance QF 18 lb e dell'obice Ordnance QF 4,5 in. Successivamente venne impiegato nel traino dei nuovi cannoni controcarro Ordnance QF 6 lb e Ordnance QF 17 lb (76,2 mm) negli Anti-Tank Regiments.
Alcuni esemplari, catturati durante la ritirata di Dunkerque, furono reimpiegati dalla Wehrmacht. Dopo la fine del conflitto il C8 fu impiegato ancora nella guerra di Corea mentre alcuni esemplari furono forniti all'Esercito dei Paesi Bassi. Fu dismesso dal British Army nel 1959.
Fu realizzato in tre versioni (Marks). Inoltre dal Quad fu derivato l'autocarro leggero Morris C8 GS.

## Descrizione
Aveva una struttura robustissima, un cofano a V inclinato verso l'avanti che gli dava una struttura molto austera, oltre ad essere anche il motivo del suo soprannome, con finestrini ridotti oppure a cielo aperto e motorizzato con un Morris EH quadricilindrico da 3,6 L a benzina da 70 hp. Il mezzo era inoltre dotato di Trazione integrale e montava un verricello da 4 ton con il quale si poteva spostare il pezzo di artiglieria. Nonostante la forma della carrozzeria e le finestrature piane e spioventi potessero suggerirlo, il mezzo non era corazzato.
Durante la seconda guerra mondiale i vari modelli furono prodotti con tre tipi di carrozzeria. Un primo tipo, usato su tutti i Mk. I e sui primi 3.000 Mk. II, aveva il tetto completamente chiuso, in metallo, con due prese d'aria girevoli ed era caratterizzato da due piccole finestre laterali sul lato del conduttore ed una sul lato del capopezzo. Il secondo tipo, installato sugli ultimi Mk. II e sui primi 4.000 Mk. III, aveva una seconda piccola finestra anche dal lato del passeggero ed altre sui portelli d'accesso; inoltre il compartimento dell'equipaggio era a cielo aperto, munito solo di una telonatura. Il terzo tipo di carrozzeria impiegato solo sul Mk. III, chiamato No. 5 Body, era notevolmente differente: di forma squadrata e con pareti verticali, aveva il tetto completamente aperto e telonato; inoltre aveva quattro sportelli di accesso, anch'essi dotati di finestrature, invece che due.

## Versioni
- Mk. I: prodotta in 200 esemplari tra il 1939 ed i primi mesi del 1940; trazione integrale permanente; assale anteriore montato sopra le molle e con predisposizione per il dispositivo di bloccaggio del differenziale; acceleratore manuale; pneumatici 10.50 × 20 inch
- Mk. II: prodotto in circa 4000 esemplari tra il 1940 e l'inizio del 1941; differiva dal Mk. I per l'assenza della predisposizione del bloccaggio differenziale.
- Mk. III: realizzato in 6000 esemplari dal 1941 al 1945; l'assale anteriore era montato sotto le molle; trazione integrale inseribile; acceleratore a pedale; pneumatici 10.50 × 20 inch.
- Morris C8 GS: autocarro leggero realizzato sul telaio e con il motore del trattore di artiglieria; la cabina era aperta con telonatura; montava un cassone standard GS (General Service) in legno o lamiera.